# Гелімер
Гелімер (ванд. Geilamîr, лат. Gelimerus) — останній король вандалів і аланів, який стояв на чолі Африканського королівства у 530 — 534 роках. Небіж Гунтамунда і Тразамунда, правнук Гейзеріха.